# Oscar Vicich
Oscar Vicich ou Oscarre (né le 26 juin 1922 à Fiume dans l'État libre de Fiume (aujourd'hui Rijeka en Croatie) et mort à une date inconnue) est un joueur de football italien, qui jouait en tant que défenseur latéral.
Durant sa carrière, Vicich a évolué avec les clubs italiens du Magazzini Generali Fiume, du Kvarner Rijeka, de la Juventus (y disputant son premier match le 3 novembre 1946 lors d'une large victoire 6-0 sur Bari), de la Sampdoria et de l'Udinese.

## Palmarès
Juventus
- Championnat d'Italie :
  - Vice-champion : 1946-47.